# Historia del Territorio Yosemite

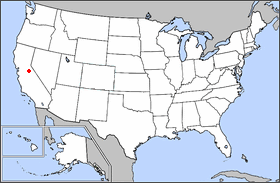
Ubicación del Territorio Yosemite.

La historia conocida del  Territorio Yosemite comenzó con los pueblos Ahwahnechee y Paiute que habitaron la región central de Sierra Nevada (Estados Unidos) en California y que ahora incluye el Parque nacional de Yosemite. Cuando los primeros foráneos llegaron al lugar, vivían en el Valle de Yosemite los miembros del pueblo Ahwanechee. La Fiebre del oro californiana de mediados del siglo XIX incrementó de gran manera el número de residentes "no nativos". Durante las Guerras mariposa el valle fue ocupado por el Batallón mariposa en 1851 mientras perseguían a los Ahwahnechees liderados por el jefe Tenaya. Según cuentan, fueron oficialmente los primeros caucásicos en entrar en el valle.
El Valle Yosemite y el Mariposa Grove pasaron a formar parte de California como parque estatal en 1864, siendo Galen Clark su primer guardián. En los primeros años el número de turistas se incrementó rápidamente y se mejoraron las condiciones del Valle. Pronto, el naturalista John Muir y otros alertaron de la sobreexplotación de la zona, y promovieron la fundación del Parque nacional de Yosemite en 1890. El Valle y el Grove no se añadirían hasta 1906.
En primer lugar, el Parque estuvo bajo la jurisdicción del 4.º Regimiento de Caballería del Ejército de los Estados Unidos, y se transfirió al Servicio de Parques Nacionales en 1916. Las muchas mejoras llevadas a cabo a lo largo de todo este tiempo provocaron un incremento drástico de las visitas. Surgieron varias polémicas, de las cuales la más reseñable fue el fracaso en la lucha para impedir que el Valle Hetch Hetchy se convirtiera en un pantano y se levantara una central hidroeléctrica. Desde entonces, cerca del 94% del parque se ha declarado como "territorio salvaje" y se ha mantenido bajo estricta protección. Se añadieron otras áreas protegidas adyacentes. La otrora famosa tradición del Yosemite Firefall (que consistía en lanzar hojas y ramas ardientes de abeto desde lo alto de un acantilado cercano a Glacier Point para que el público creyera presenciar unas cataratas ardientes) se suspendió.

## Los orígenes

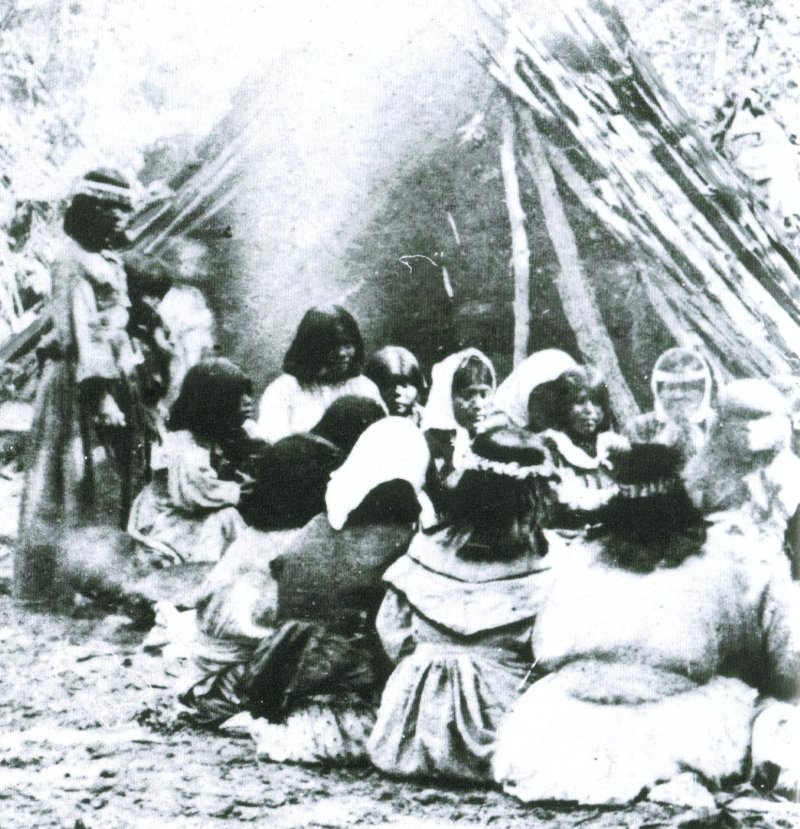
Ceremonia Paiute en 1872 en el sitio actual de Yosemite Lodge.

Los primeros humanos nómadas pudieron llegar a Yosemite hace entre 7000 y 10 000 años, y establecerse en el Valle hace aproximadamente 2000 años. Hacia los siglos XI y XII los indígenas nombraron a las tierras que les proveían todo lo que necesitaban Ahwahnee (que significa "Valle con aspecto de bostezo"), y se llamaron a sí mismos Ah-wah-ne-chee (es decir, "habitantes de Ahwahnee").
Como es usual, los Ahwahnechee trabajaron el Valle según sus necesidades. Ya que el 60% de su dieta se basaba en la bellota, quemaron la vegetación existente para plantar encinas. Eso sirvió también para extender los prados y reducir las espesuras, sirviendo de prevención ante posibles emboscadas de tribus enemigas.
Los nativos que fueron expulsados de las costas de California llegaron a Sierra Nevada a lo largo de la primera mitad del siglo XIX, llevando consigo sus conocimientos de cocina española, aparejos y vestidos cuando se unieron a las tribus de las montañas. Juntos, asaltaban ranchos costeros y se llevaban los caballos a las montañas, introduciendo su carne en la dieta. 

### Exploración por parte de los europeos
Aún se debate quiénes fueron los primeros no-indígenas en conocer el Valle tal y como era. En otoño de 1833, Joseph Reddeford Walker pudo haber visto el Valle como líder de una partida de tramperos que llegó a un extremo de un valle "que parecía extenderse hasta más allá de una milla (1'6 km)". Poco después descubrieron el Bosque Toulumne, poblado de secuoyas gigantes, convirtiéndose en los primeros extranjeros que divisaron estos árboles gigantescos. Se considera posible que encontraran también el Bosque Merced.
El parque se encuentra situado en una zona de la Sierra Nevada que se consideró una barrera natural para los colonos, comerciantes, tramperos y otros viajeros extranjeros. Pero todo esto cambió drásticamente en 1848, tras el descubrimiento de oro en las estribaciones occidentales de la cordillera, durante la Fiebre del Oro Californiana. Las actividades comerciales ganaron un fuerte impulso, a la vez que los buscadores de oro competían con los nativos por los recursos y destruían sus fuentes de suministro. A raíz de la aparición del oro, tuvo lugar el descubrimiento oficial y constatable del valle por parte de William P. Abrams y un acompañante suyo, el 18 de octubre de 1849. Abrams dio detalles exactos de varios puntos de referencia, aunque no se tiene la certeza de que él o su acompañante se internaran en el valle. Este acontecimiento tuvo lugar en 1850, cuando Joseph Screeh puso su pie en el Valle Hetch Hetchy. Screech se estableció allí, dónde tuvo constancia de que los Paiutes habían sido los moradores del valle anteriormente a la llegada de los europeos.
Fue en 1855, bajo el mando de Allexey W. Von Schmidt y como parte del Sistema Público de estudio del Territorio (Public Land Survey System) cuando se realizó la primera exploración intencionada y sistemática del territorio. El encargo de Von Schmidt era establecer una línea base con punto inicial en el Monte Diablo hacia el este a través de la Sierra Nevada, preliminarmente a la exploración rectangular de California y Nevada realizada por la General Land Office (GLO). Esta línea pasa por la pradera Tuolumne y muy cerca de la cima del monte Dana (aunque Von Schmidt, por razones que se desconocen, desvió su exploración casi 10 km al sur de la línea actual , la que no fue explorada hasta alrededor de 1880). Este reconocimiento fue la primera travesía que no siguió senderos establecidos o rutas naturales. Entre 1863 y 1867 la California Geological Survey exploró partes de las regiones altas de Yosemite y los límites del nuevo estado. Entre 1879 y 1883 la GLO contrató exploradores para inspeccionar grandes zonas del parque. Sin embargo, el individuo contratado para explorar la zona más grande, un tal S. A. Hanson, se asoció con la Benson Syndicate y probablemente mezcló estudios reales con ficticios. Entre 1878 y 1879 los estudios topográficos realizados por el Teniente Montgomery Macomb, de acuerdo con la exploraciones de George M. Wheeler, usó varias cumbres de las regiones altas para conectarse con las extendiendo las exploraciones de Wheeler.

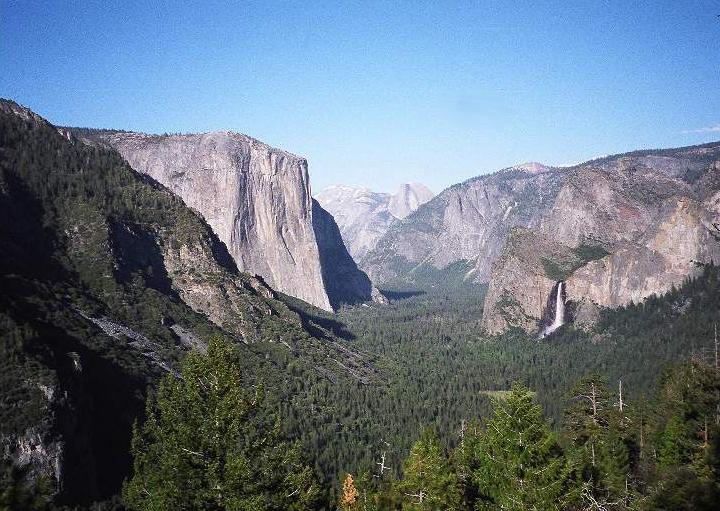
El Valle de Yosemite desde Inspiration Point

### Las Guerras Mariposa y su legado
En 1851, el Gobernador de California creó el Batallón Mariposa para acabar con los ataques llevados a cabo por los nativos durante la Guerra Mariposa. Ese mismo año, el Mayor James Savage condujo al Batallón hasta el Valle de Yosemite en persecución de los 200 indios Ahwaneechees guiados por el Jefe Tenaya, de los que se sospechaba que había asaltado varios puntos de comercio en la zona, uno de ellos del propio de Savage. El 27 de marzo de 1851, una compañía compuesta de 50 a 60 hombres llegó al lugar actualmente conocido como Old Inspiration Point (el Lugar de la Antigua Inspiración) donde pudieron contemplar el paisaje que se abría ente ellos. Acompañaba al Batallón de Savage el médico Lafayette Bunnell, quien escribió tiempo después "El Descubrimiento de Yosemite", dónde narró sus impactantes impresiones.

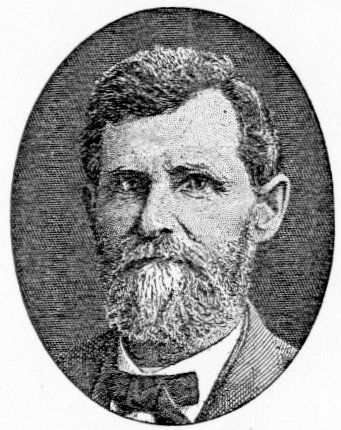
El Dr. Lafayette Bunnell, quien dio nombre a muchos lugares en la zona.

Mientras se encontraban acampados en Bridalveil Meadow, Bunnell sugirió dar al valle el nombre de "Yo-sem-ity", utilizando el apelativo con el que los indígenas de las tribus de la Sierra Miwok (los cuales temían a la tribu que poblaba el Valle Yosemite) se referían a ellos. Savage, que hablaba algunos dialectos nativos, tradujo este nombre como "Oso Grizzly adulto". Posteriormente se averiguó que el vocablo provenía realmente de la palabra originaria de la zona sur de la Sierra Miwok "Yohhe'meti", que significa "son asesinos", y no de "uzumati" o "uhumati" que sí significa "Oso Grizzly". Sin embargo, ésta fue la palabra que se mantuvo para dar nombre al valle"
, y no "Ahwahnechee", manera en que se llamaban a sí mismos los pobladores de la tribu que lo habitaba.
Bunnell puso nombre también a otros muchos accidentes geográficos durante ese viaje. Algunos de sus compañeros de expedición quedaron impresionados por lo que allí vieron y lo describieron a su familia y amigos, por lo que se incrementó el interés por el valle y sus alrededores. Poco después, Bunnell escribió un artículo sobre su viaje, pero lo destruyó cuando un corresponsal de prensa de San Francisco sugirió reducir a la mitad la altura de 460 metros de las paredes del valle. Realmente, son el doble de altas de lo que Bunnell estimó. El primer escrito publicado sobre el valle fue redactado por el teniente Tredwell Moore para el número del 20 de enero de 1854 del "Mariposa Chronicle", quedando a partir de ese momento establecida la grafía Yosemite.
El Jefe Tenaya y su grupo fueron capturados y su aldea incendiada, cumpliéndose así la profecía que un anciano y moribundo hombre-medicina hizo a Tenaya muchos años atrás. Los Ahwahnechee fueros conducidos por su captor, el capitán John Bowling, a la Reserva Fresno River, cerca de Fresno, California. La vida en la reserva era poco placentera y los Ahwahnechee añoraban su valle, por lo que los oficiales de la reserva permitieron a Tenaya y parte de su grupo retornar a sus tierras durante el invierno.

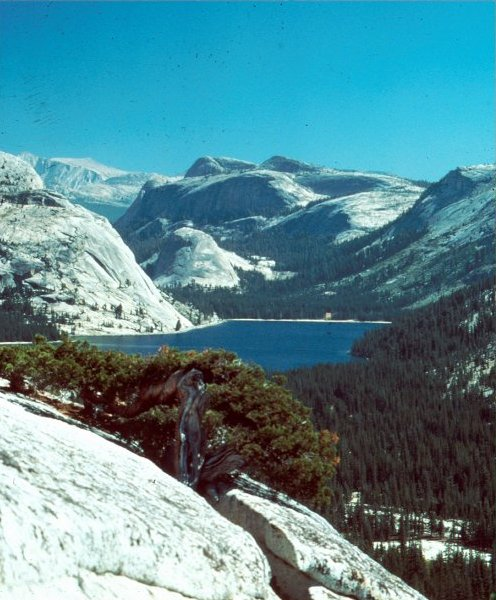
El Lago Tenaya, que recibiera su nombre luego de la muerte del líder Ahwahnechee.

En la primavera de 1852, un grupo de ocho mineros entraron en el valle y fueron atacados por los guerreros de Tenaya, lo que terminó con dos mineros asesinados. Se organizó un segundo batallón bajo el mando del Teniente Moore, y se ejecutó a seis Ahwahneechee. Los hombres de Tenaya huyeron del valle y encontraron refugio con los Mono, la tribu de su madre. En el verano o a principios del otoño de 1853, los Ahwahneechee aparentemente regresaron al valle, pero más tarde traicionaron la hospitalidad de los Mono robando algunos caballos que los Mono habían tomado a unos rancheros. En venganza, los Mono los rastrearon y asesinaron a algunos de los Ahwahneechee restantes, incluyendo a Tenaya. El Lago Tenaya recibe su nombre luego de la caída del líder. Tras esto las hostilidades cesaron, y a mediados de los años 1850 los residentes blancos comenzaron a trabar amistad con los nativos americanos que habitaban la zona de Yosemite.
Los Paiute Mono fueron el único grupo que continuó volviendo al valle de forma regular. Vivieron en aldeas establecidas en el valle a principios del siglo XX. Cuando los miembros más antiguos de la tribu murieron, los jóvenes se inclinaron a favor de los alojamientos proporcionados por el Servicio de Parques Nacionales. Algunas familias Paiute y Miwok aun viven en el valle y son contratados por el Servicio de Parques. Se ha reconstruido una "Aldea India de Ahwahnee", que está localizada detrás del Museo de Yosemite, el que se encuentra junto al Centro de Visitantes del Valle de Yosemite. El museo tiene exhibiciones que interpretan la historia cultural de los indígenas residentes en Yosemite entre 1850 y el presente. Además, el museo programa regularmente demostraciones de cestería, confección de chaquiras y juegos tradicionales realizados por instructores nativos.

## Divulgación, explotación y protección

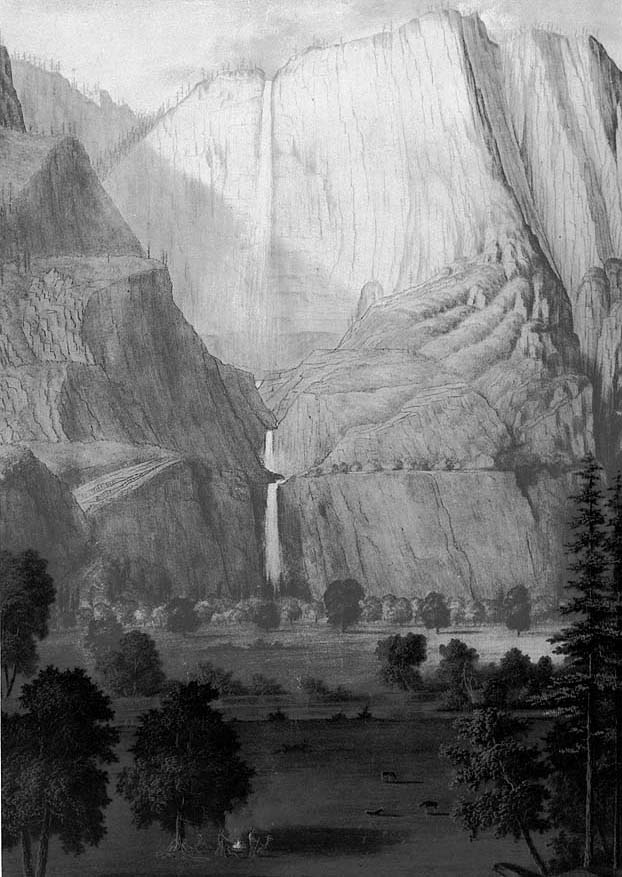
Cascada de Yosemite por Thomas Ayres.

### Artistas, fotógrafos y primeros turistas
El empresario James Hutchings, el artista Thomas Ayres y otros dos osados entraron a la zona en 1855, convirtiéndose en los primeros turistas del valle. A su regreso a Mariposa, Hutchings escribió un artículo acerca de su experiencia, el que apareció el 9 de agosto de 1855 en el Mariposa Gazette y replicado a nivel nacional más tarde. El dibujo de Ayres de las cascadas de Yosemite fue publicado el otoño de ese año y cuatro de sus dibujos presentados en el artículo principal de julio de 1856 y en el primer número de la revista Hutchings' Illustrated California Magazine. Estas fueron las primeras imágenes certeras del valle de Yosemite. Ayres regresó en 1856 y visitó la pradera Tuolumne en la zona alta de la región. Sus trabajos fueron publicados a nivel nacional y más tarde se realizó una exhibición con sus dibujos en la ciudad de Nueva York.
En 1859, Hutchings trajo al valle al fotógrafo Charles Leander Weed. Weed tomó las primeras fotografías de la región y en septiembre las presentó al público en una exhibición en San Francisco. Hutchings publicó cuatro entregas de "El gran valle de Yo-Semite" entre octubre de 1859 y marzo de 1860 en su revista. Un libro de Hutchings titulado Escenas de las maravillas y curiosidades de California (Scenes of Wonder and Curiosity in California) reunió estos artículos y estuvo en prensa en la década de 1870s.

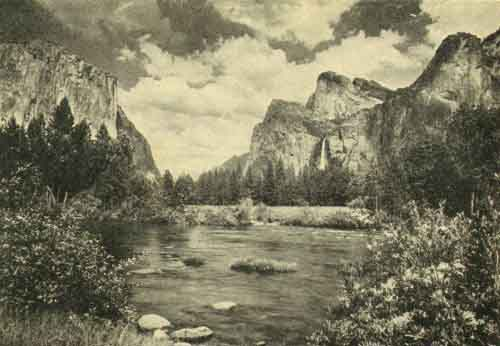
Fotografía del Valle por A. C. Pillsbury.

El estudiante de ingeniería mecánica de la Universidad Stanford, Arthur Clarence Pillsbury, llegó al valle por primera vez en bicicleta en 1895. El joven se enamoró de Yosemite y en 1897 compró un taller ahí. Visitó Yosemite muchas veces y fotografió a Muir, Galen Clark, George Fiske, y Teddy Roosevelt. Esas fotografía fueron publicadas en tarjetas postales por la Pillsbury Picture Company- Pillsbury comenzó a producir tarjetas postales con sus fotografías tan pronto como se autorizó esta innovadora forma de comunicación por el Congreso en 1898. Sus numerosas películas fueron proyectadas tanto en teatros como en escuelas y clubs, y esto despertó en el público la necesidad de conservarlo.
El fotógrafo Ansel Adams, quien hizo su primer viaje a Yosemite en 1916, fue famoso por sus fotografías de la zona en la década de los años 1920s y 1930s. Legó los originales de sus fotografías de Yosemite a la Yosemite Park Association, y los visitantes pueden hasta el día de hoy imprimirlas desde los negativos originales. El estudio en que se venden las impresiones fue establecido en 1902 por el artista Harry Cassie Best. Carleton Watkins exhibió sus tomas de Yosemite de 17x22 pulgadas en la Exposición Internacional de París de 1867.
En 1856, Milton y Houston Mann (2 de los 42 turistas que visitaron el valle el año anterior) completaron un camino de peaje que viajaba por el empalme sur del Río Merced. Antes de que el camino fuera comprado por el Condado de Mariposa cobraban la entonces gran suma de dos dólares por persona. Bajo el control del condado el camino fue gratuito.

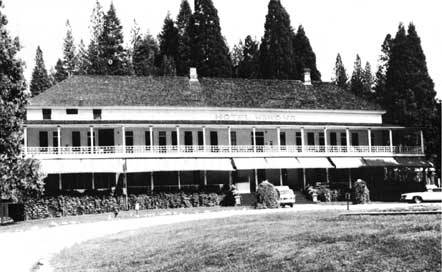
Vista del Hotel Wawona.

Wawona era un campamento indígena en lo que hoy es la parte sudoccidental del parque. El colono Galen Clark descubrió la arboleda Mariposa (Mariposa Grove) de secuoyas gigantes en Wawona en 1856; un año más tarde terminó un puente sobre el empalme sur del Merced, en Wawona, para el tráfico hacia el interior del valle. Clark también proporcionó un puesto caminero para los turistas que viajaban por el camino construido por los hermanos Mann. Alojamientos simples, llamados más tarde Lower Hotel, se terminaron más tarde; el Upper Hotel (más tarde rebautizado como Hutchings House y ahora conocido como Cedar Cottage) fue abierto en 1858. En 1879, fue construido el considerable Hotel Wawona, para atender a los turistas que visitaban la arboleda cercana y las que están camino hacia el valle (en la época, el viaje por etapas desde Wawona hasta el valle tomaba 8 horas). Los Washburn, dueños del hotel, compraron las tierras de Clark y cubrieron el puente que había construido. Un año antes se terminó el hotel. A. Harris construyó el primer campamento público en Yosemite. Como el turismo aumentó, los caminos y hoteles también aumentaron.

### Primeros esfuerzos de protección y el parque estatal

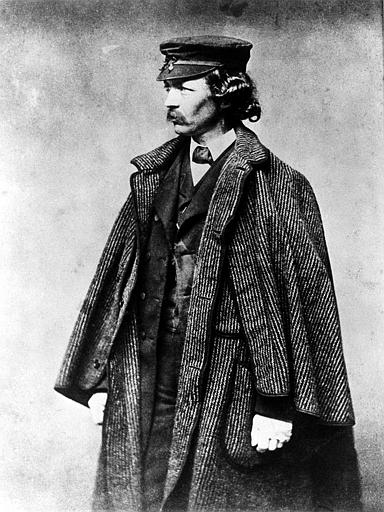
Frederick Law Olmstead en 1857.

Las visitas y el interés en Yosemite continuaron a pesar de la crisis nacional. El respetado paisajista estadounidense Frederick Law Olmsted se interesó por las advertencias de King y visitó el valle de Yosemite y la Mariposa Grove en 1863. Preocupado por lo que vio, convenció al senador John Conness a introducir un proyecto de ley al Senado de los Estados Unidos para convertirlo en Parque.
Un ministro unitarista llamado Thomas Starr King visitó el valle en 1860 y observó algunos de los efectos negativos que el granjeo y las actividades comerciales estaban teniendo en el área. Seis cartas de viaje fueron publicadas en el Boston Evening Transcript entre 1860 y 1861 (Oliver Wendell Holmes y John Greenleaf Whittier las leyeron y comentaron). King fue la primera persona con voz nacionalmente reconocida en clamar por un parque público en Yosemite. Además de las presiones de King, las fotografía del aclamado Carleton Watkins y los datos geológico de 1863 de la California Geological Survey, inspiraron a los legisladores a tomar nota. Pero la Guerra de Secesión retardó el proceso mudando la atención del país.
El proyecto de ley fue aprobado en ambas cámaras del Congreso de los Estados Unidos y firmado por el presidente Abraham Lincoln el 30 de junio de 1864 que convertía a Yosemite en un bien público. El valle de Yosemite y la arboleda de Mariposa fueron entregados a California como parque estatal para "uso público, centro turístico y de recreación". En septiembre de ese año el gobernador del estado proclamó una mesa de comisionados, pero no se pudieron reunir hasta 1866 (con Frederick Law Olmstead como presidente).

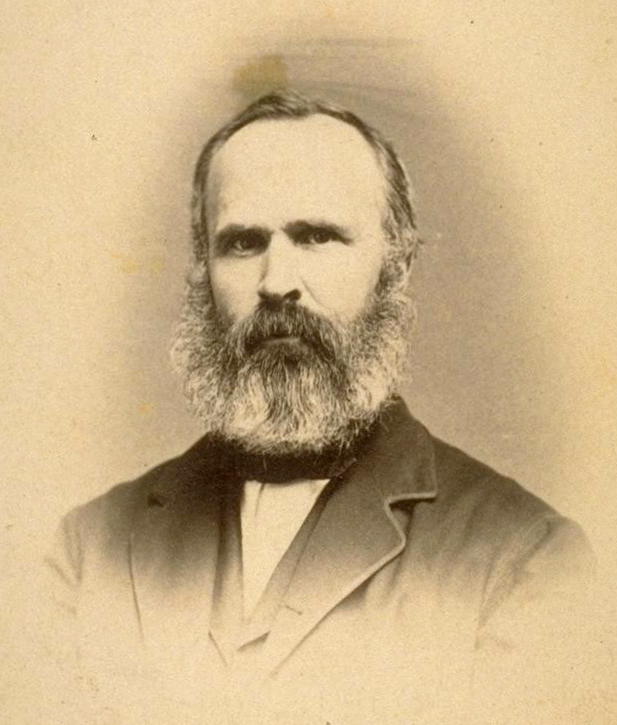
El geólogo Josiah Whitney, quien temía que Yosemite tuviera el mismo destino que las Cataratas del Niágara.

La comisión nombró a Galen Clark como el primer guardia del parque, pero ni Clark ni la comisión tenían la autoridad para desalojar a los granjeros, comenzando una lucha de once años. Josiah Whitney, el primer director de la California Geological Survey, se lamentaba que el valle de Yosemite en lo que las Cataratas del Niágara eran en ese momento, una "trampa de turistas" donde los intereses privados colocaban peajes en cada puente, sendero, camino y mirador. El ya mencionado Hutchings fue uno de un pequeño grupo que reclamaron 160 acres (65 hectáreas) de terrenos del valle. El asunto fue arreglado en 1875, cuando se invalidaron los derechos de tierras de Hutchings y de otras tres personas. Se le dio a Hutchings una concesión estatal de US$24 000 por las mejoras que hizo en el Upper Hotel como compensación por sus pérdidas. Dos años después de perder sus tierras, Hutchings publicó una segunda guía de Yosemite, la Hutchings' Tourist Guide to the Yosemite Valley and the Big Tree Groves.
De todos modos, bajo la administración de Clark y hasta 1896, mejoró el acceso al parque para los turistas, y las condiciones del valle fueron más hospitalarias. El turismo comenzó a aumentar significativamente luego que se completó en 1869 la extensión del Primer Ferrocarril Transcontinental entre Sacramento y Stockton, y de que la Central Pacific Railroad alcanzara Merced en 1872. Los largos viajes a caballo eran todavía un impedimento para llegar a la zona, por lo que a mediados de la década de 1870s se construyeron tres caminos para diligencias para proporcionar un mejor acceso:
- Coulterville Road (junio de 1874)
- Big Oak Flat Road (julio de 1874)
- Mariposa/Wawona Road (julio de 1875)

La primera diligencia arribó julio de 1874, un camino hasta Glacier Point se terminó en 1882 por John Conway, y el camino Great Sierra Wagon se inauguró en 1883.
La más antigua concesión se otorgó en 1884 cuando John Degnan fundó una panadería. La quizás más famosa concesión, la Curry Company, fue fundada por David y Jenny Curry en 1899. El año 1900, Oliver Lippincott se convirtió en la primera persona en conducir un automóvil en el valle. El Ferrocarril del Valle Yosemite (Yosemite Valley Railroad) arribó de la cercana localidad de El Portal en 1907. Los turistas eran transferidos desde el ferrocarril hacia diligencias que viajaban a través del Cañón Merced para alcanzar el valle.
Hubo una plaga de mosquitos en el valle lo que acarreó la amenaza de contraer enfermedades. Para esto, Clark usó dinamita para abrir una brecha en una morrena que encerraba un pantano tras ella. También se limpiaron muchos senderos y caminos, lo que incluyó el camino a través de la arboleda de Mariposa.
Clark y la comisión fueron desahuciados en 1880 por la Legislatura Estatal de California y Hutchings se convirtió en el nuevo guardia. Ese mismo año fue finalmente publicado el reporte de Bunnell acerca del descubrimiento del valle. Por su parte, Hutchings fue removido de su cargo el año 1884 y reemplazado por W. E. Dennison. Clark fue reasignado como guardia en 1889.

### La influencia de John Muir y el parque nacional

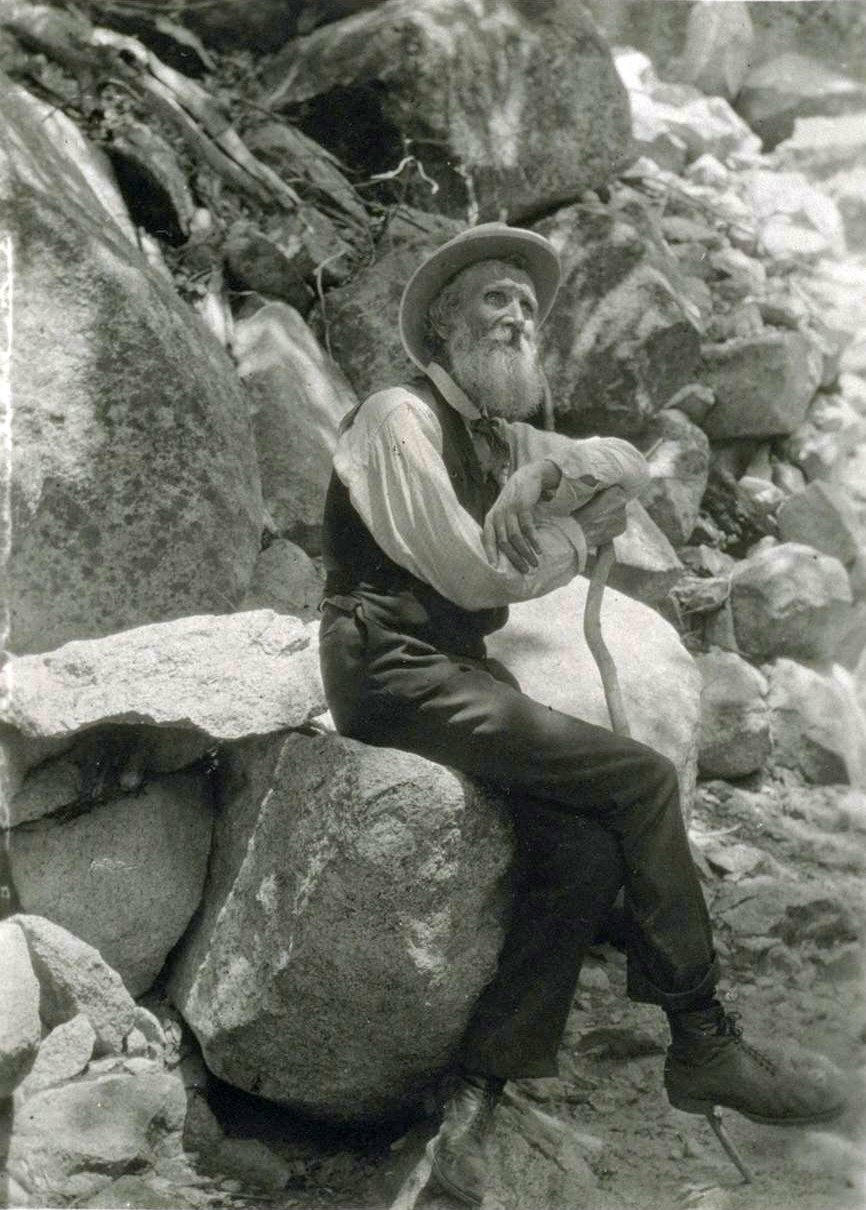
John Muir, gran defensor del estudio y la protección de la zona de Yosemite.

El naturalista escocés John Muir llegó a California por primera vez en 1868 y de inmediato se puso en camino hacia la zona de Yosemite. Los artículos escritos por Muir ayudaron tanto a popularizar el área como a incrementar el interés científico en el valle. Muir fue uno de los primeros en teorizar que los accidentes geográficos mayores de Yosemite fueron creados por enormes glaciares alpinos, evitando lo establecido por científicos como Josiah Whitney, quienes consideraban a Muir como un principiante. Muir también escribió artículos científicos en el área de la biología.
Alarmado por el crecimiento desmedido de los pastizales en las praderas, la explotación forestal de las secoyas gigantes, y por otros daños, Muir cambió de ser un promotor y científico a convertirse en un defensor de la protección. Como parte de su nuevo papel, persuadió a muchas personas influyentes a acompañarlo al parque, entre ellos a Ralph Waldo Emerson en 1871. En esos viajes trataba de convencer a sus invitados de colocar la zona bajo protección federal. Ninguno de sus invitados durante la década de 1880s pudo hacer mucho por su causa, excepto Robert Underwood Johnson, que era editor de The Century Magazine. Gracias a Johnson, Muir consiguió audiencia nacional para sus escritos y a un muy motivado y astuto activista del congreso.
Su deseo fue parcialmente cumplido el 25 de septiembre de 1890, cuando la zona externa del valle y el bosque de secoyas se convirtió en parque nacional. La ley retiraba de la venta esas tierras para "colonización, tenencia o venta" y protegía "todos los bosques, depósitos minerales, atracciones naturales o maravillas", junto con prohibir la "destrucción desenfrenada de pesca y caza y su captura o destrucción para propósitos de venta o lucro". Esta fue la primera vez en que el gobierno federal reservaba tierras para tal propósito, lo que es considerado como el inicio de la idea de parque nacional. Es importante notar que el Parque nacional de Yosemite incluye la cuenca hidrográfica completa de dos ríos. El estado de California mantuvo el control del valle y la arboleda. Muir también convenció a los oficiales locales a prácticamente eliminar el pastoreo de Yosemite. Se mantuvo en el valle en rebaño lechero y todos los caballos llevados pastaban ahí. Muir junto a otras 181 personas fundaron el Sierra Club en 1892, en parte para negociar la transferencia del valle y la arboleda dentro del parque nacional.

### Administración del ejército

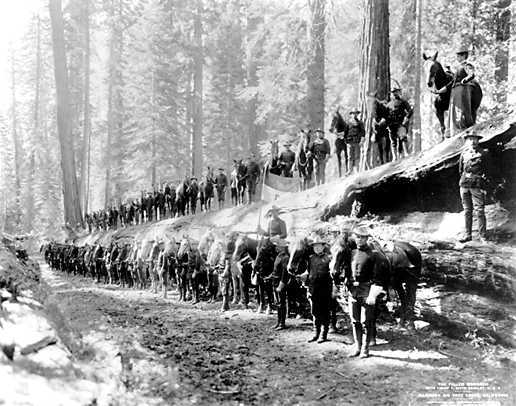
Regimiento de Caballería de los Estados Unidos en Yosemite, 1899.

Como ya había ocurrido anteriormente con el Parque nacional Yellowstone, Yosemite fue administrado en un principio por el Ejército de los Estados Unidos. El 19 de mayo de 1891, arribó al nuevo parque el Capitán Abram Wood liderando al 4.º Regimiento de Caballería, los que montaron su campamento en Wawona. Cada verano viajaban 150 soldados de caballería desde el Presidio de San Francisco para patrullar el parque. El mayor problema que enfrentaban eran las 100.000 ovejas que eran llevadas ilegalmente cada año a las praderas de Yosemite. Carentes de la autoridad legal para arrestar a los ovejeros, por lo que escoltaban a los pastores hasta dejarlos varios días lejos de sus rebaños. Esto se convirtió en una excelente medida disuasiva porque dejaba a las ovejas completamente vulnerables. A finales de los años 1890s esta situación ya no era un problema pero uno que otro ovejero continuó apacentando sus animales en el parque hasta los años 1920s.
El ejército también trató de controlar la caza furtiva. En 1896, el en ese momento superintendente Coronel S. B. M. Young dejó de emitir permisos de armas de fuego luego de descubrir que un gran número de animales de caza y de peces estaban siendo asesinados. La caza furtiva sigue siendo un problema en pleno siglo XXI. La administración del parque por parte del ejército terminó en 1914.